# Programowanie modularne
Programowanie modularne (ang. modular programming) − paradygmat programowania zalecający stosowanie nadrzędności modułów w stosunku do procedur i bloków tworzących program. Moduł grupuje funkcjonalnie związane ze sobą dane oraz procedury i jest reprezentacją obiektu jednokrotnie występującego w programie. Programowanie takie wykorzystywane jest przez wyspecjalizowane języki programowania, np. Ada, Modula-2, Pascal, Fortran90.
Paradygmat programowania modularnego jest blisko związany z innymi paradygmatami, a mianowicie programowaniem strukturalnym i programowaniem zorientowanym obiektowo, gdzie jest często stosowany.